# Leopoldo Cancio
Leopoldo Cancio y Luna (Sancti Spíritus, 1851-La Habana, 1927) fue un político y periodista cubano, diputado en las Cortes de la Restauración y secretario de Hacienda de la República de Cuba.

## Biografía

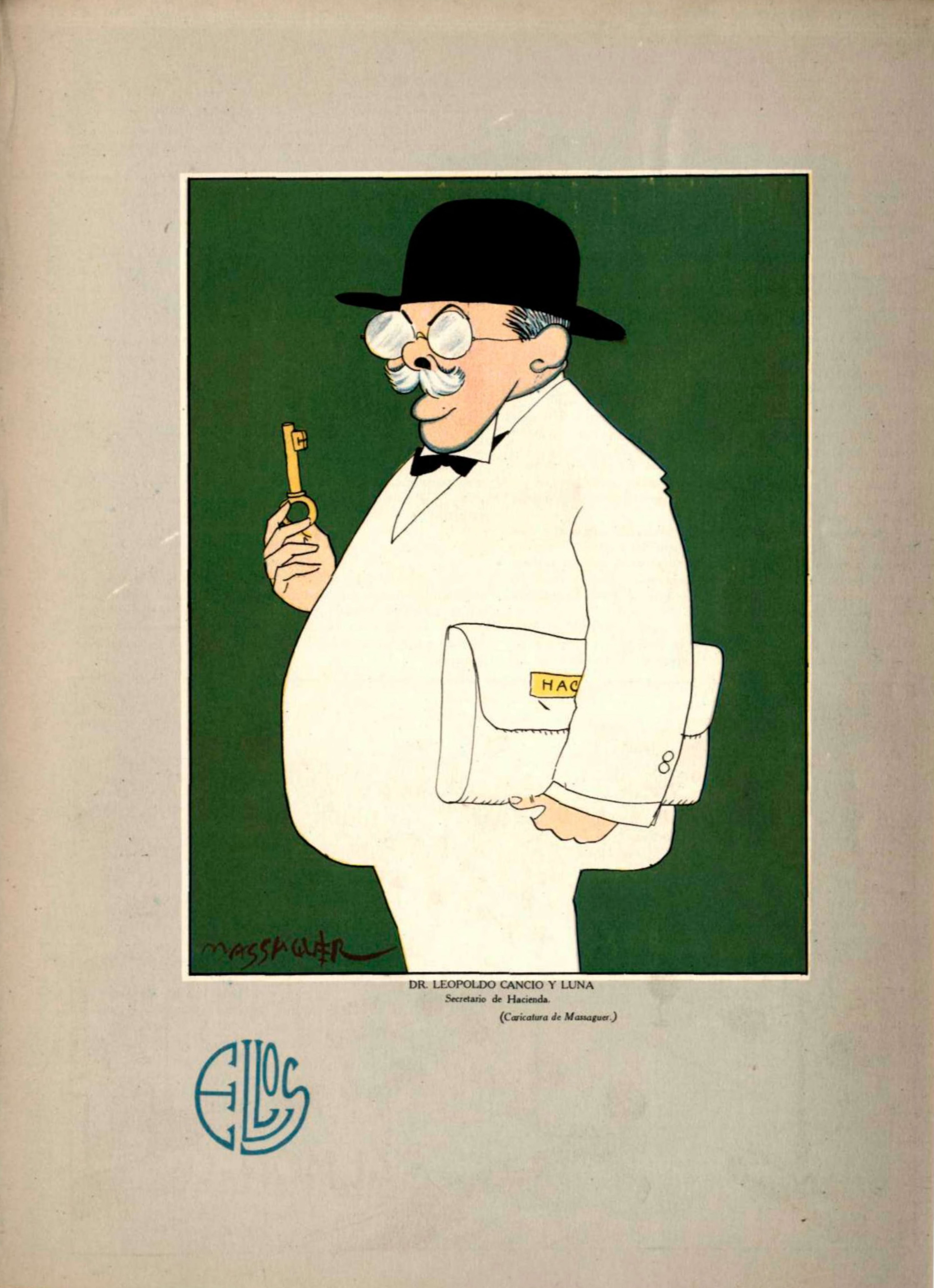
Retratado por Massaguer en la revista Social (1920)

Nacido el 30 de mayo de 1851 en Sancti Spíritus, fue uno de los organizadores del Partido Autonomista, que, en 1879, después del Pacto del Zanjón, lo presentó como diputado a las Cortes españolas.
Ocupó el cargo de subsecretario de Hacienda en el Gabinete Brooke y, más tarde, el de secretario de Hacienda en el gobierno militar del general Wood. Hacia mediados de la década de 1910 desempeñaba de nuevo la cartera de Hacienda. Recibió críticas de la prensa por la aplicación de la ley monetaria de 1914.
Falleció en El Vedado a comienzos de mayo de 1927.